# Fluorescamină
Fluorescamina este un compus spiro care nu prezintă fluorescență, însă prin reacția cu amine primare dă produși fluorescenți. De aceea a fost utilizat ca reactiv pentru detectarea aminelor și peptidelor. Pot fi detectate 1-100 µg și până la 10pg de proteine. 